# Partiti politici clandestini della Turchia
Per partiti politici clandestini della Turchia si intendono tutte quelle organizzazioni fondate o che hanno scopi diretti in Turchia che: a) si considerano partiti come indicato, spesso, dal nome che si auto-assegnano e/o b) che non possono essere considerati tali in base alle leggi turche.
Alcune di queste organizzazioni sono state accusate di aver svolto attività terroristiche, e quindi vengono spesso classificate come organizzazioni terroristiche. Infatti le autorità pubbliche turche preferiscono la denominazione "organizzazione terroristica" o quella di organizzazione illegale (yasadışı örgütler in turco). Tuttavia il termine partito politico clandestino (yasadışı siyasal parti o yasadışı siyasi parti in turco) è utilizzato anche nei documenti ufficiali.

## Partiti illegali attivi
Secondo il Dipartimento della Direzione Generale per la Sicurezza e le Operazioni Antiterrorismo facente parte della polizia turca) ci sono 12 organizzazioni terroristiche attive in Turchia 11 dei quali sono partiti politici illegali:
- Partito Comunista dei Lavoratori Turchi (TKİP)
- Devrimci Halk Kurtuluş Partisi/Cephesi  (DHKP/C) (Fronte Rivoluzionario di Liberazione del Popolo)
- Maoist Komünist Partisi (MKP) (Partito Comunista-Maoista turco)
- TKP/ML - KONFERANS (Partito Comunista della Turchia/Marxista-Leninista turco)
- Marksist Leninist Komünist Parti (MLKP) (Partito Marxista-leninista turco)
- Türkiye Devrimci Komünist Partisi (Partito Comunista-rivoluzionario turco)
- PKK/KONGRA-GEL (Partito dei Lavoratori del Kurdistan)
- Kürdistan Devrim Partisi (PŞK) (Partito Rivoluzionario del Kurdistan)
- Kürdistan Demokrat Partisi/Bakur (PDK/Bakur) (Partito Democratico del Kurdistan/Nord)[2]
- (Turchia) Kurdish-Hizbullah (Hezbollah)
- Hilafet Devleti (Il Califfato) (anche conosciuto come Kaplancılar)
- İslami Büyük Doğu Akıncılar Cephesi (İBDA/C) (Grande Fronte Islamico dei Banditi Orientale)
- Tevhid-Selam (The Army of Jerusalem)Tevhid-Selam (Kudüs Ordusu) (L'esercito di Gerusalemme)
- Hizb ut Tahrir - Lavora per restaurare il Califfato e lotta per un puro Islam

Falconi per la Libertà del Kurdistan  Teyrêbazên Azadiya Kurdistan (TAK), non è inclusa nella lista del Dipartimento della Direzione Generale per la Sicurezza e le Operazioni Antiterrorismo pur essendo designato come un'organizzazione terroristica dagli Stati Uniti d'America, UE e dal Regno Unito. Tuttavia tale designazione è divenuta effettiva nel gennaio 2008. Non è ben chiaro se il TAk svolga solo attività di militanza o anche attività politica.

## Partiti politici clandestini inattivi
Secondo quanto riferito da H.A. Özhan ci sono otto importanti organizzazioni che ricoprirono il ruolo di partito clandestino nella storia moderna della Turchia. Solo il TKP-ML è ancora attivo. Gli altri sette sono i seguenti:
- Partito Rivoluzionario dei Contadini e dei Lavoratori Turchi Türkiye İhtilalci İşçi Köylü Partisi
- Esercito Popolare di Liberazione turco Türkiye Halk Kurtuluş Ordusu
- Fronte-Partito di Liberazione del Popolo della Turchia Türkiye Halk Kurtuluş Partisi-Cephesi
- Partito Comunista del Lavoro di Turchia Türkiye Komünist Emek Partisi
- Partito Comunista Rivoluzionario Turco di Unità Socialista Türkiye Komünist Partisi/Birlik

Altre organizzazioni che possono essere considerate partiti clandestini sono le seguenti:
- Partito Islamico del Kurdistan
- Hereketa İslamiya Kurdistan (Movimento Islamico del Kurdistan)